# Mariel Brokke
Mariel Brokke (* 25. Oktober 1999) ist eine costa-ricanische Leichtathletin, die sich auf den Siebenkampf spezialisiert hat.

## Sportliche Laufbahn
Erste Erfahrungen bei internationalen Meisterschaften sammelte Mariel Brokke im Jahr 2016, als sie bei den U18-Zentralamerika- und Karibikmeisterschaften (CAC) in San José in 13,03 s den siebten Platz im 100-Meter-Lauf belegte. 2019 siegte sie bei den Zentralamerikameisterschaften in Managua mit 4255 Punkten im Siebenkampf und im Jahr darauf verteidigte sie bei den Zentralamerikameisterschaften in San José mit 4163 Punkten ihren Titel. Auch bei den Zentralamerikameisterschaften ebendort siegte sie mit 4096 Punkten und anschließend mit 4042 Punkten auch bei den U23-NACAC-Meisterschaften. Zudem belegte sie dort im 100-Meter-Hürdenlauf in 15,41 s den fünften Platz. 2022 siegte sie mit 4301 Punkten im Siebenkampf bei den Zentralamerikameisterschaften in Managua und sicherte sich dort zudem in 50,22 s die Silbermedaille mit der costa-ricanischen 4-mal-100-Meter-Staffel. Im Jahr darauf siegte sie mit 4846 Punkten bei den Zentralamerikameisterschaften in San José und sicherte sich in 3:46,88 min auch in der 4-mal-400-Meter-Staffel die Goldmedaille. Anschließend wurde sie bei den Zentralamerika- und Karibikspielen in San Salvador im Vorlauf über 100 m Hürden disqualifiziert und belegte mit der Staffel in 3:40,10 min den vierten Platz. Daraufhin gelangte sie bei den World University Games in Chengdu mit 4727 Punkten auf den 21. Platz im Siebenkampf.
In den Jahren von 2021 bis 2023 wurde Brokke costa-ricanische Meisterin im Siebenkampf.

## Persönliche Bestzeiten
- 100 m Hürden: 13,69 s (+0,3 m/s), 4. August 2023 in Chengdu
- Siebenkampf: 4846 Punkte, 7. Mai 2023 in San José